# Boucoiran-et-Nozières
Boucoiran-et-Nozières es una comuna francesa situada en el departamento de Gard, en la región de Occitania.

## Demografía
| 619 | 599 | 584 | 576 | 609 | 621 | 989 |
| Para los censos de 1962 a 1999 la población legal corresponde a la población sin duplicidades (Fuente: INSEE [Consultar]) |     |     |     |     |     |     |